# Красноярский сельский совет (Крым)
Красноярский сельский совет (укр. Красноярська сільська рада, крымскотат. Doñuzlav köy şurası) — согласно законодательству Украины — административно-территориальная единица в Черноморском районе Автономной Республики Крым.
Население по переписи 2001 года — 1074 человека.
К 2014 году включал 2 села:
- Красноярское
- Ленское.

## История
19 июля 1991 года в Крымской АССР УССР в СССР был образован Красноярский сельский совет выделением двух населённых пунктов из состава Новоивановского совета. С 12 февраля 1991 года территория сельсовета в восстановленной Крымской АССР, 26 февраля 1992 года переименованной в Автономную Республику Крым. С 21 марта 2014 года в составе Крыма аннексирован Россией. Законом «Об установлении границ муниципальных образований и статусе муниципальных образований в Республике Крым» от 4 июня 2014 года территория административной единицы была объявлена муниципальным образованием со статусом сельского поселения.